# Chapinero
Chapinero est le 2e district de Bogota D.C. (Bogota District Capital), la capitale de la Colombie. Il est situé au nord de Bogota. La superficie de Chapinero est de 38,99 km2 pour une population de 122 991 habitants.
Avec Santa Fe, La Candelaria et Teusaquillo, Chapinero est l'un des districts traditionnels de Bogota DC.

## Localisation
Les cerros Orientales (français : collines de l'est) de Bogota, dans le département de Cundinamarca, abritent une grande partie rurale du district de Chapinero.
- Nord : Usaquén, le premier district de Bogota D.C. (limite de Chapinero : la « calle 100 »).
- Est : les cerros Orientales.
- Sud : Santa Fe, le troisième district de Bogota D.C. (limite de Chapinero : la « calle 39 »).
- Ouest : Barrios Unidos et Teusaquillo, respectivement les 12e et 13e districts de Bogota D.C. (limite de Chapinero : l'« avenida Caracas »)[2].

## Géographie

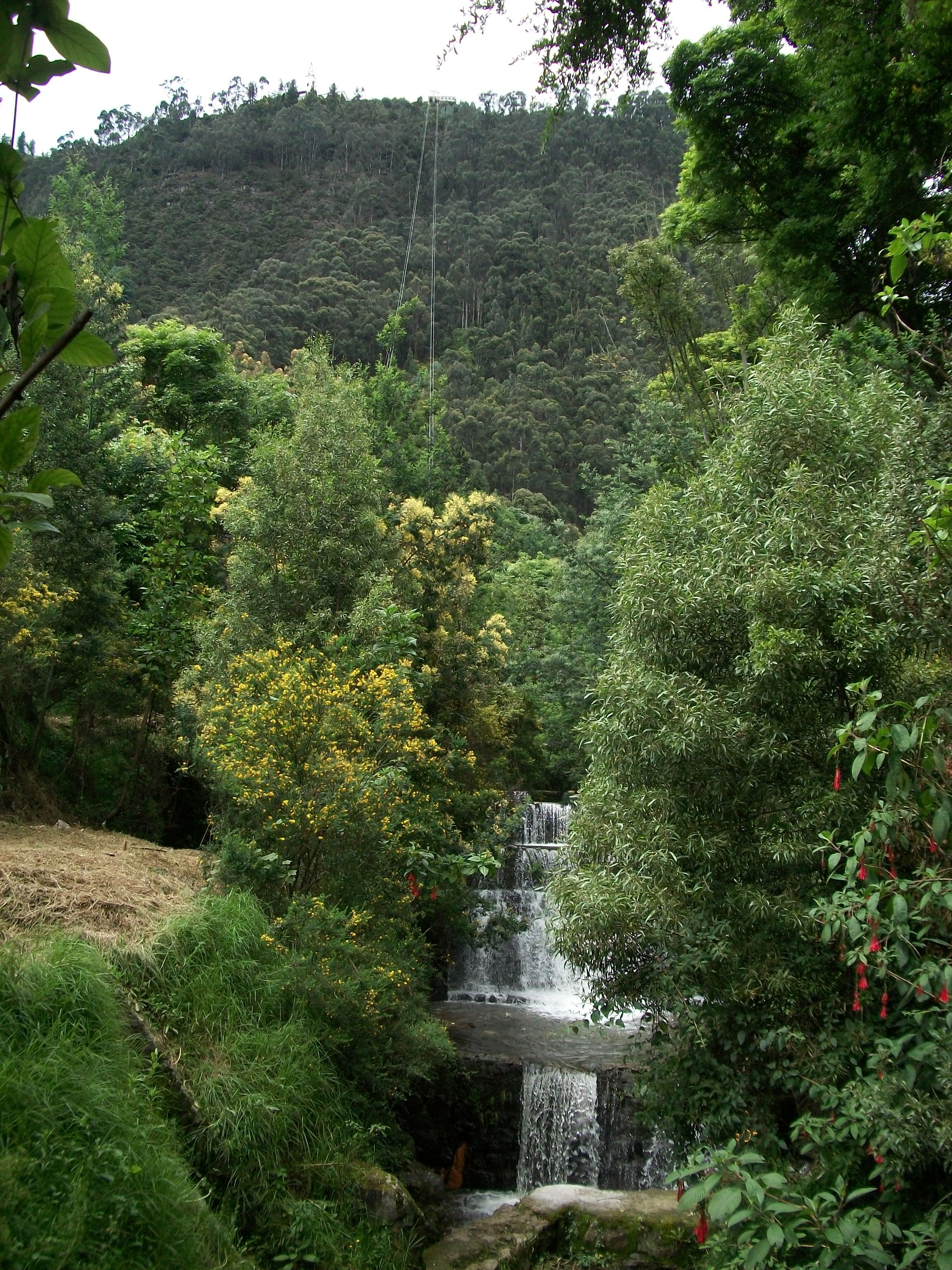
Le río San Francisco au pied du cerro de Monserrate.

Chapinero comprend trois grands secteurs urbains : Chapinero proprement dit, El Lago (en français : Le Lac) et Chicó.
Parmi les cours d'eau qui traversent le district de Chapinero, citons :
- le río Arzobispo qui prend sa source dans les cerros Orientales de Bogota et se jette dans le río Bogotá, appelé aussi río Funza ;
- le río San Francisco[2], appelé également río Vicachá, prenant sa source dans le páramo de Cruz Verde, au pied du cerro de Monserrate. Il rejoint le río Bogota.

## Histoire

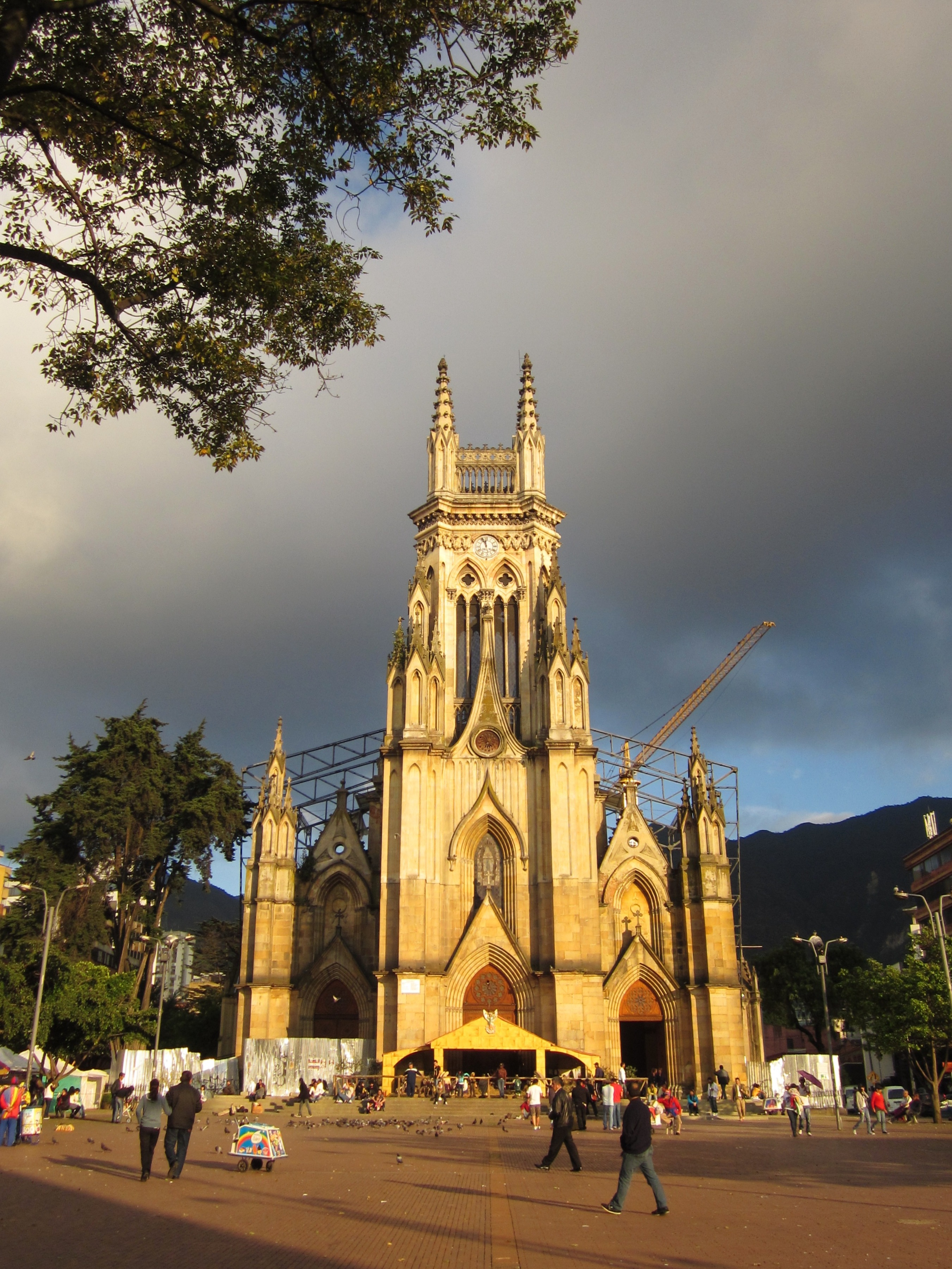
Église Notre-Dame de Lourdes à Chapinero

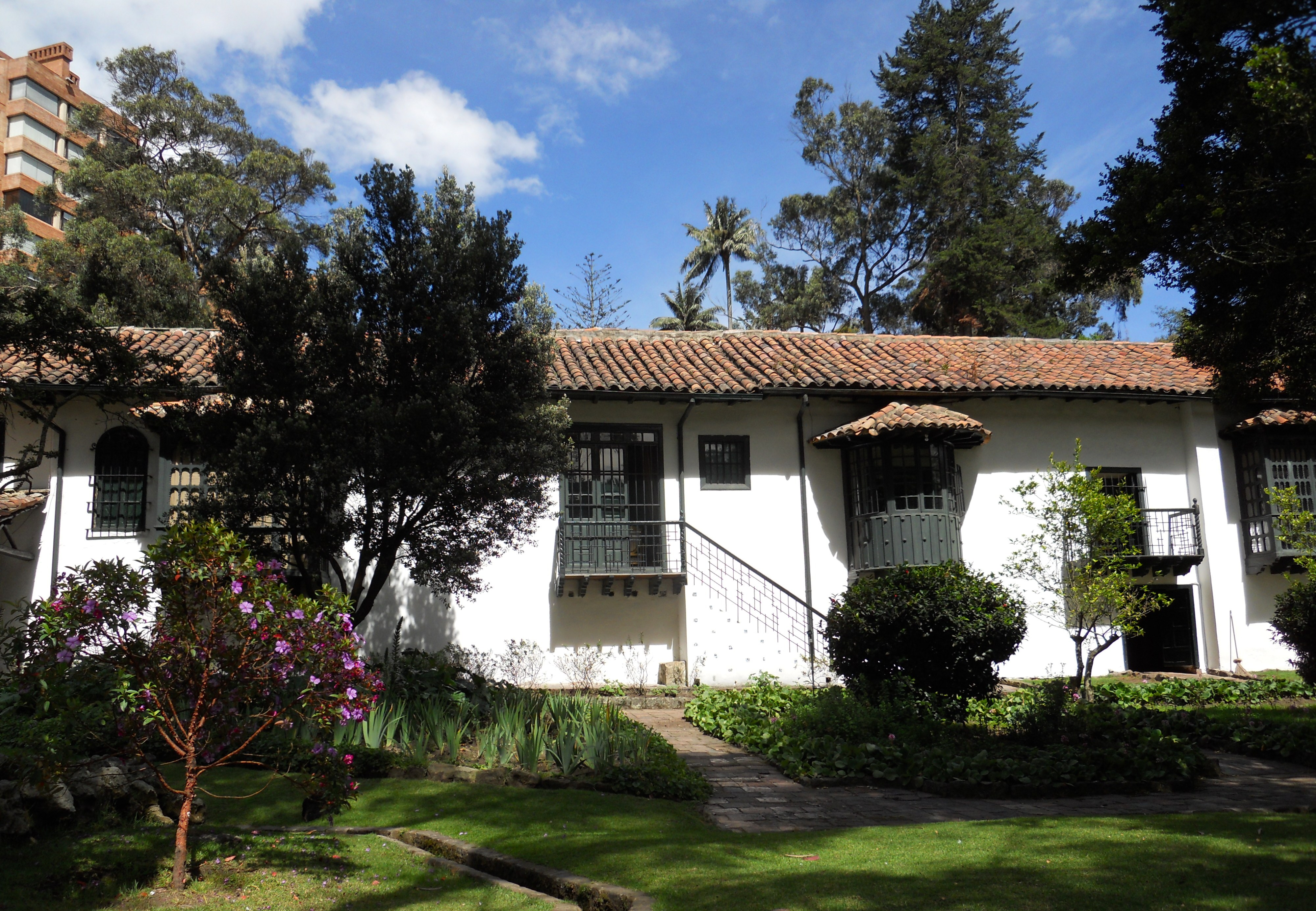
Musée de El Chicó

Durant l'époque coloniale, le territoire actuel de Chapinero n'était qu'une route entre la capitale, les municipalités et les provinces du nord.
À partir de 1812, des artisans et des potiers s'installèrent dans ce secteur afin de participer au développement d'un projet consistant à le placer au rang de premier quartier satellite de la capitale. Il fut appelé « El Villorrio » (en français : le petit Village). La population y était encore rare. Peu à peu, des personnes fortunées de Bogota firent construire des résidences campagnardes sur ce territoire.
L'église de Notre-Dame de Lourdes (espagnol : Nuestra Señora de Lourdes) fut inaugurée en 1875, mais elle dut attendre le milieu du XXe siècle pour la construction de sa tour centrale.
À la fin du XIXe siècle, la « Carrera Séptima » remplaça l'ancienne route de Tunja. Dès 1876, des calèches commencèrent à circuler d'Usaquén à la Place Bolívar et la « Carrera Trece » fut construite.
El Villorrio, le 17 novembre 1885, prit le nom de Chapinero.
En 1890 fut tracée l'actuelle Avenida Caracas où passait la ligne nord du chemin de fer de Bogota conduisant à la gare de la savane de Bogota, puis à Boyacá et à Santander. La gare de Chapinero, aujourd'hui détruite, se trouvait Calle 63.
Lors de la première décennie du XXe siècle eut lieu la migration de familles rurales en provenance des secteurs environnants. Ces familles recherchaient de meilleures conditions de vie dans les zones proches de Bogota où elles avaient la possibilité de travailler dans les métiers du bâtiment. Dès 1945, un important centre commercial fut construit Avenida Chile y el Chicó.
À la suite du Bogotazo, qui eut lieu le 9 avril 1948, et des violences qui s'ensuivirent, plusieurs familles aisées de Bogota quittèrent le centre-ville et Chapinero devint un lieu de refuge. Sa position de quartier satellite de la capitale se renforça.
Le général Gustavo Rojas Pinilla, président de la Colombie de 1953 à 1957, ayant approuvé par le décret législatif du 17 décembre 1954 la création du District spécial de Bogota (en espagnol : « Distrito Especial de Bogotá »), ancienne entité juridique et territoriale colombienne, six municipalités furent annexées à Bogota : Usaquén, Bosa, Engativá, Fontibón, Suba et Usme. La municipalité de Sumapaz fut annexée en 1955, mais le hameau de Chapinero était tellement dépendant de Bogota qu'il préféra s'intégrer totalement au périmètre de la capitale, constituant ainsi la première zone de la ville.
Dans la seconde moitié du XXe siècle, Chapinero, municipalité qui était jusqu'alors résidentielle, développa de nombreuses activités commerciales : loisirs, restauration, lieux de vie nocturne. Le district souffrit de notables changements démographiques. À la suite des accords de 1970 et 1977, Chapinero s'intégra, ainsi que d'autres quartiers environnants, à Bogota D.C. Avec l'adoption de la Constitution de 1991, la municipalité de Chapinero reçut l'appellation de localité et devint le deuxième district de Bogota D C.

## Transports
En décembre 2000 fut créé le TransMilenio, système de transport en commun de Bogota. Les lignes A, Troncal Caracas, B et Autonorte sont fort utiles à la localité de Chapinero.

## UPZ et quartiers
Le district de Chapinero a une Unité de planification zonale (espagnol : Unidad de Planeamiento Zonal) ou UPZ qui groupe cinq quartiers : El Refugio, San Isidro-Patios, Chapinero, Pardo Rubio et Chico-Lago.
Chapinero comprend 50 quartiers (espagnol : barrios).

## Personnalités ayant vécu à Chapinero
Des personnages illustres de la vie colombienne ont vécu à Chapinero, tels que :
- Eduardo Santos (1888 - 1974), né à Bogota, il fut président de la Colombie de 1938 à 1942.
- Agustín Nieto Caballero (1889 - 1975), né à Bogota. Pédagogue, écrivain et diplomate, il fut ambassadeur de Colombie au Chili.
- Alberto Lleras Camargo (1903 - 1990), né à Bogota. Président de la Colombie de 1945 à 1946 et de 1958 à 1962.
- Carlos Lleras Restrepo (1908 - 1994), né à Bogota. Avocat, président de la Colombie de 1966 à 1970.
- Julio César Turbay Ayala (1916 - 2005), né à Bogota. Président de la Colombie de 1978 à 1982.
- Misael Pastrana (1923 - 1997), né à Neiva. Avocat, il fut président de la Colombie de 1970 à 1974.
- Luis Gabriel Cano (1924 - 2010). Journaliste, il fut président et éditeur du journal El Espectador[5].